# Vuelta a Andalucía 2024
La Vuelta a Andalucía 2024, ufficialmente Vuelta a Andalucía Ruta del Sol, settantesima edizione della corsa e valevole come sesta prova dell'UCI ProSeries 2024 categoria 2.Pro, si svolse su una sola prova a cronometro individuale corsa il 16 febbraio 2024, su un percorso di 4,95 km, con partenza e arrivo a Alcaudete, nella comunità autonoma dell'Andalusia in Spagna. La vittoria di tappa fu appannaggio del belga Maxim Van Gils, il quale completò il percorso in 8'17", precedendo lo spagnolo Juan Ayuso ed l'italiano Antonio Tiberi. La corsa venne caratterizzata dalle proteste degli agricoltori spagnoli che bloccarono la corsa impedendone lo svolgimento. La classifica finale dunque non venne stilata

## Tappe
| Tappa  | Data        | Percorso                                                      | km       | Vincitore di tappa | Leader cl. generale |
| ------ | ----------- | ------------------------------------------------------------- | -------- | ------------------ | ------------------- |
| 1ª     | 14 febbraio | Almuñécar > Cádiar                                            | 162,3    | annullata          | annullata           |
| 2ª     | 15 febbraio | Vélez-Málaga > Alcaudete                                      | 192,2    | annullata          | annullata           |
| 3ª     | 16 febbraio | Arjona > Pozoblanco Alcaudete > Alcaudete (cron. individuale) | 161 4,95 | Maxim Van Gils     | Maxim Van Gils      |
| 4ª     | 17 febbraio | Cordova > Lucena                                              | 166,7    | annullata          | annullata           |
| 5ª     | 18 febbraio | Benahavís > La Línea de la Concepción                         | 168      | annullata          | annullata           |
| Totale | Totale      | Totale                                                        | 844 4,95 |                    |                     |

## Squadre e corridori partecipanti
| N.    | Cod. | Squadra                         |
| ----- | ---- | ------------------------------- |
| 1-7   | UAD  | UAE Team Emirates               |
| 11-17 | TBV  | Bahrain Victorious              |
| 21-27 | MOV  | Movistar Team                   |
| 31-37 | JAY  | Team Jayco AlUla                |
| 41-47 | AST  | Astana Qazaqstan Team           |
| 51-57 | ADC  | Alpecin-Deceuninck              |
| 61-67 | DAT  | Decathlon AG2R La Mondiale Team |
| 71-77 | BBH  | Burgos-BH                       |

| N.      | Cod. | Squadra                |
| ------- | ---- | ---------------------- |
| 81-87   | PTK  | Team Polti Kometa      |
| 91-97   | LTD  | Lotto Dstny            |
| 101-107 | EUS  | Euskaltel-Euskadi      |
| 111-117 | EKP  | Equipo Kern Pharma     |
| 121-127 | TFB  | Team Flanders-Baloise  |
| 131-137 | CJR  | Caja Rural-Seguros RGA |
| 141-147 | Q36  | Q36.5 Pro Cycling Team |

## Dettagli delle tappe

### 1ª tappa
- 14 febbraio: Almuñécar > Cádiar – 162,3 km

annullata

### 2ª tappa
- 15 febbraio: Vélez-Málaga > Alcaudete – 192,2 km

annullata

### 3ª tappa
- 16 febbraio: Alcalá de Guadaíra > Alcalá de los Gazules – 160,4 km
Alcaudete > Alcaudete – cronometro individuale – 4,95 km

Risultati
| Pos. | Corridore      | Squadra | Tempo |
| ---- | -------------- | ------- | ----- |
| 1    | Maxim Van Gils | Lotto   | 8'17" |
| 2    | Juan Ayuso     | UAE     | a 10" |
| 3    | Antonio Tiberi | Bahrain | s.t.  |

| Pos. | Corridore      | Squadra | Tempo |
| ---- | -------------- | ------- | ----- |
| 1    | Maxim Van Gils | Lotto   | 8'17" |
| 2    | Juan Ayuso     | UAE     | a 10" |
| 3    | Antonio Tiberi | Bahrain | s.t.  |

### 4ª tappa
- 17 febbraio: Cordova > Lucena – 166,7 km

annullata

### 5ª tappa
- 18 febbraio: Benahavís > La Línea de la Concepción – 168 km

annullata